# غوردون ريد (ممثل)
غوردون ريد (بالإنجليزية: Gordon Reid)‏ هو ممثل بريطاني، ولد في 8 يونيو 1939 في المملكة المتحدة، وتوفي بنفس المكان في 26 نوفمبر 2003.

## أعمال

### أفلام
- (2001) الآخرون[4]

## وصلات خارجية
- غوردون ريد على موقع IMDb (الإنجليزية)
- غوردون ريد على موقع ميوزك برينز (الإنجليزية)
- غوردون ريد على موقع ديسكوغز (الإنجليزية)
- غوردون ريد على موقع قاعدة بيانات الفيلم (الإنجليزية)